# Front-Kick

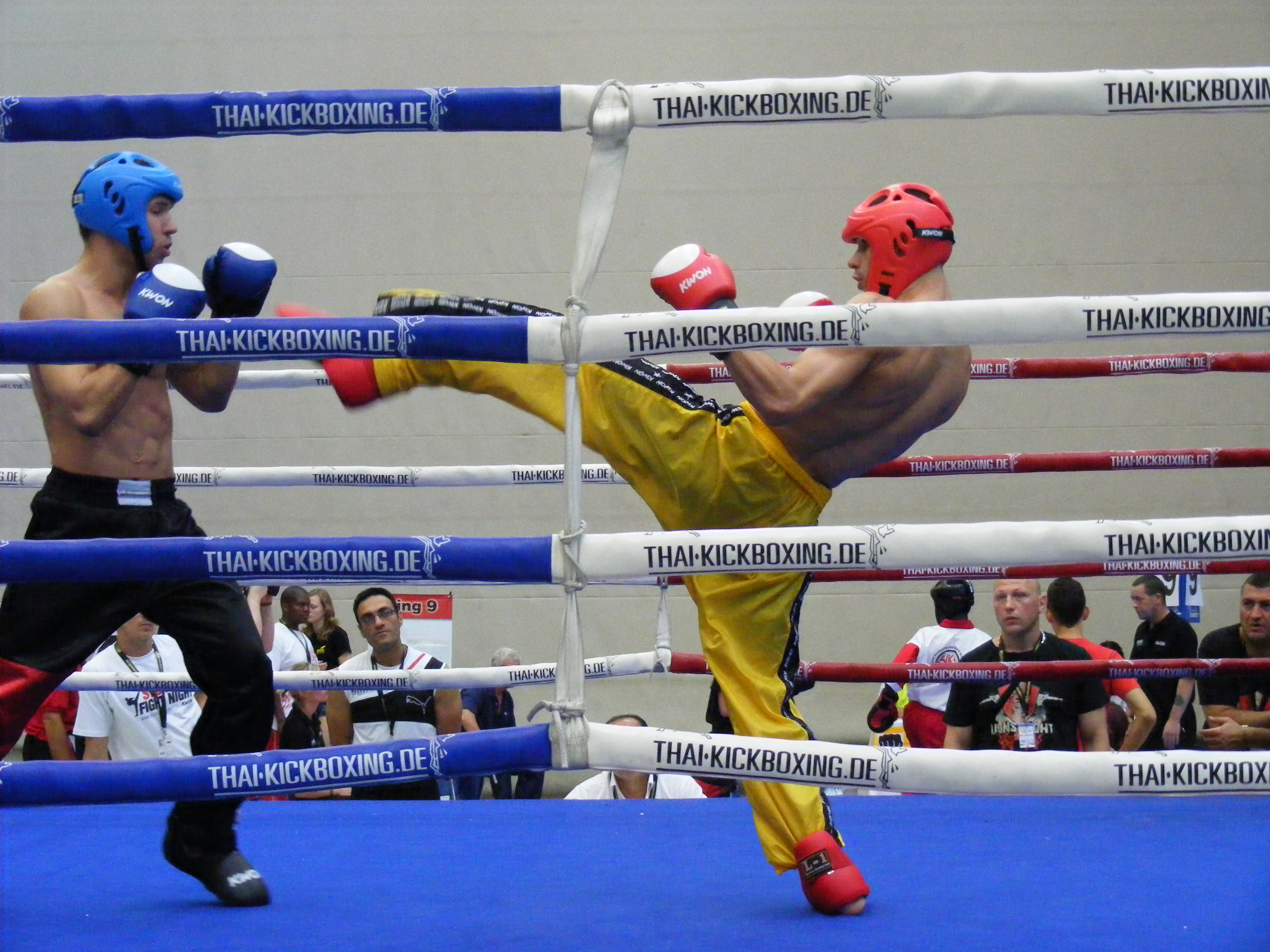
Front-Kick bei den WKA-Weltmeisterschaften 2011 im Kickboxen

Der Front-Kick (jap.: Mae-geri, kor: ap chagi) ist ein Stoßtritt im Karate, Kickboxen, Taekwondo und vielen anderen Kampfsportarten. Er kann zum einen als Angriffstechnik mit dem hinteren Bein zum Rumpf oder Kopf des Gegners getreten werden und zum andern als Abwehrtechnik, um einen sich nähernden Gegner auf Distanz zu halten.

## Bewegungsablauf
Tritt man einen Front-Kick als Angriffstechnik, zieht man zunächst das Knie des hinteren Beins hoch. Der Oberkörper bleibt dabei gerade oder bewegt sich minimal in Richtung des Knies. Wichtig ist, dass man mit dem Hochziehen des Knies das Sprunggelenk versteift und die Zehen anspannt, als wollte man mit den Zehen den Fußspann berühren. Als Nächstes drückt man das angezogene Bein katapultartig nach vorne und bewegt den Oberkörper gleichzeitig nach hinten in eine leichte Rückenlage. In der Auftreffphase des Kicks bilden Fußspann und Schienbein eine Linie, Kontaktpunkt des Kicks ist dabei der Fußballen. Nach dem ausgeführten Kick zieht man das Knie auf gleichem Wege wieder in Richtung der eigenen Brust und setzt das Bein kontrolliert ab. Als Abwehrtechnik mit dem vorderen Standbein ist der Bewegungsablauf identisch, nur dass der Front-Kick nun mit wesentlich weniger Kraft getreten werden kann, was zum Vorteil eines kürzeren Weges und einer insgesamt schnelleren Ausführung in Kauf genommen wird.
Verletzungsgefahr birgt der Front-Kick dann, wenn das Fußgelenk nicht versteift oder die Zehen nicht angespannt werden. Ein unkontrolliertes Fallenlassen des Beins nach Ausführung des Kicks kann dazu führen, dass man mit dem Oberkörper in einen Angriff des Gegners hineinfällt.

## Erlernbarkeit
Anfänger lernen den Front-Kick zumeist als ersten Tritt, da er bewegungstechnisch leichter zu erlernen und anzuwenden ist als beispielsweise der Roundhouse-Kick, Axe-Kick oder Side-Kick.